# Анастасівка (Баштанський район)
Анастасі́вка — село в Україні, у Новобузькій міській громаді Баштанського району Миколаївської області. Населення становить 194 особи.